# Dodge WC
Dodge WC – seria amerykańskich lekkich wojskowych samochodów ciężarowych z okresu II wojny światowej, produkowanych przez przedsiębiorstwo Dodge. Do serii WC należał szereg różnych pojazdów, w tym m.in. ambulanse, wozy dowodzenia, pojazdy rozpoznawcze i samobieżne działa przeciwpancerne.
WC to nazwa kodowa Dodge'a oznaczająca rok produkcji ("W" – 1941 lub późniejszy) i ładowność ("C" – początkowo 0,5 t, później również 0,75 t i 1,5 t).

## Galeria

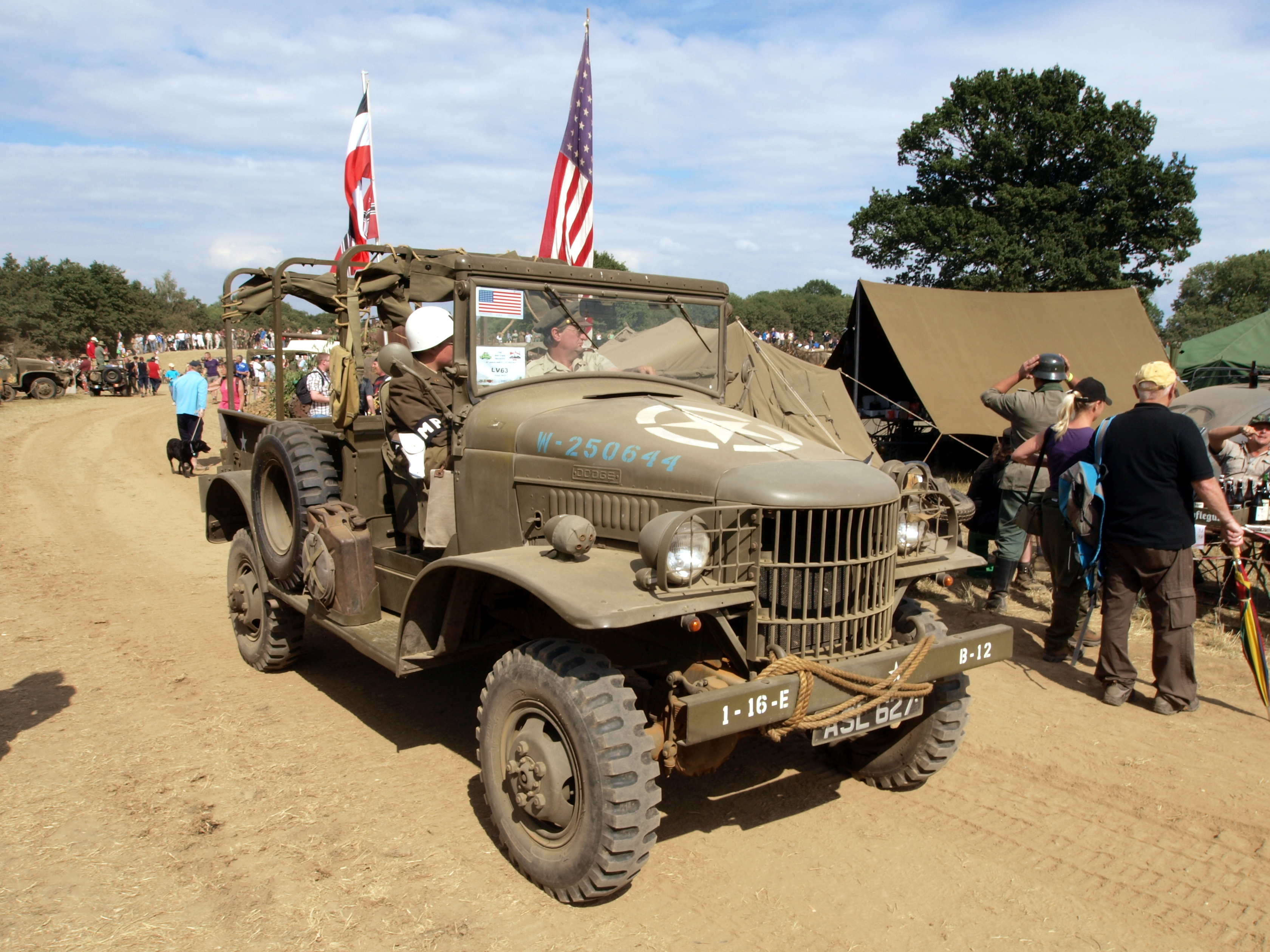
Wóz–platforma uzbrojenia WC-21 (0,5-tonowy)
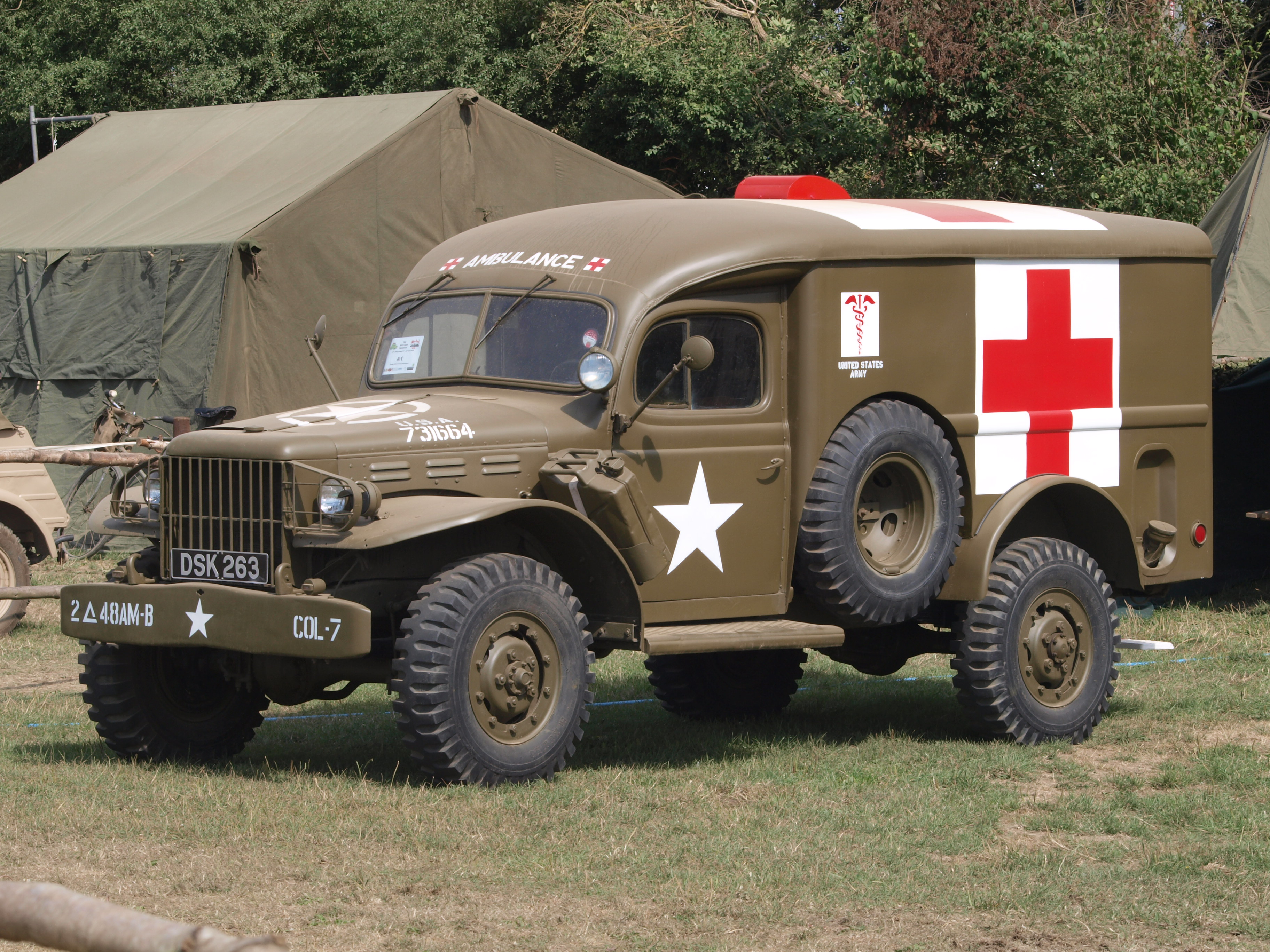
Ambulans WC-54 (0,75-tonowy)
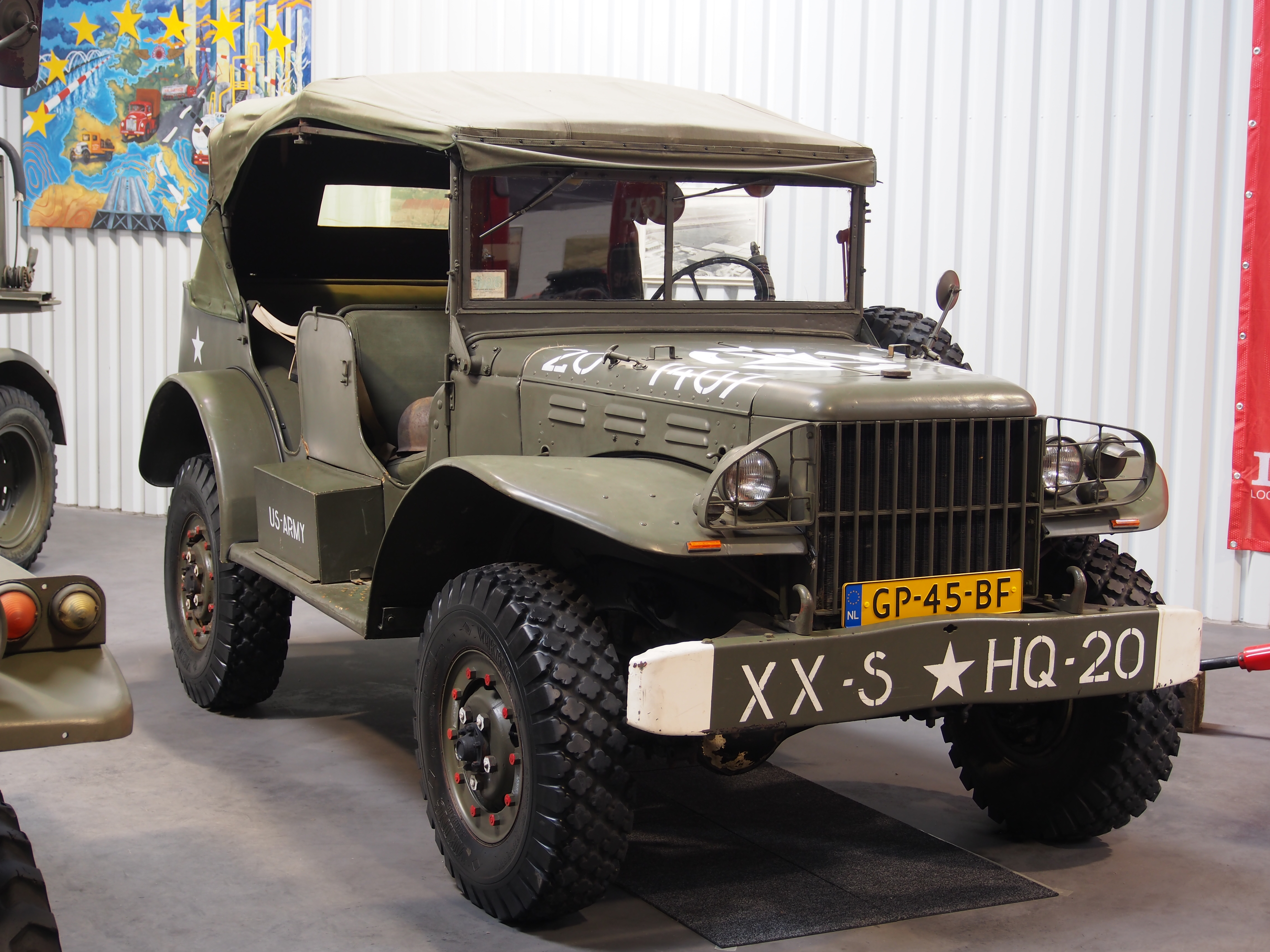
Wóz dowodzenia i rozpoznawczy WC-56 (0,75-tonowy)
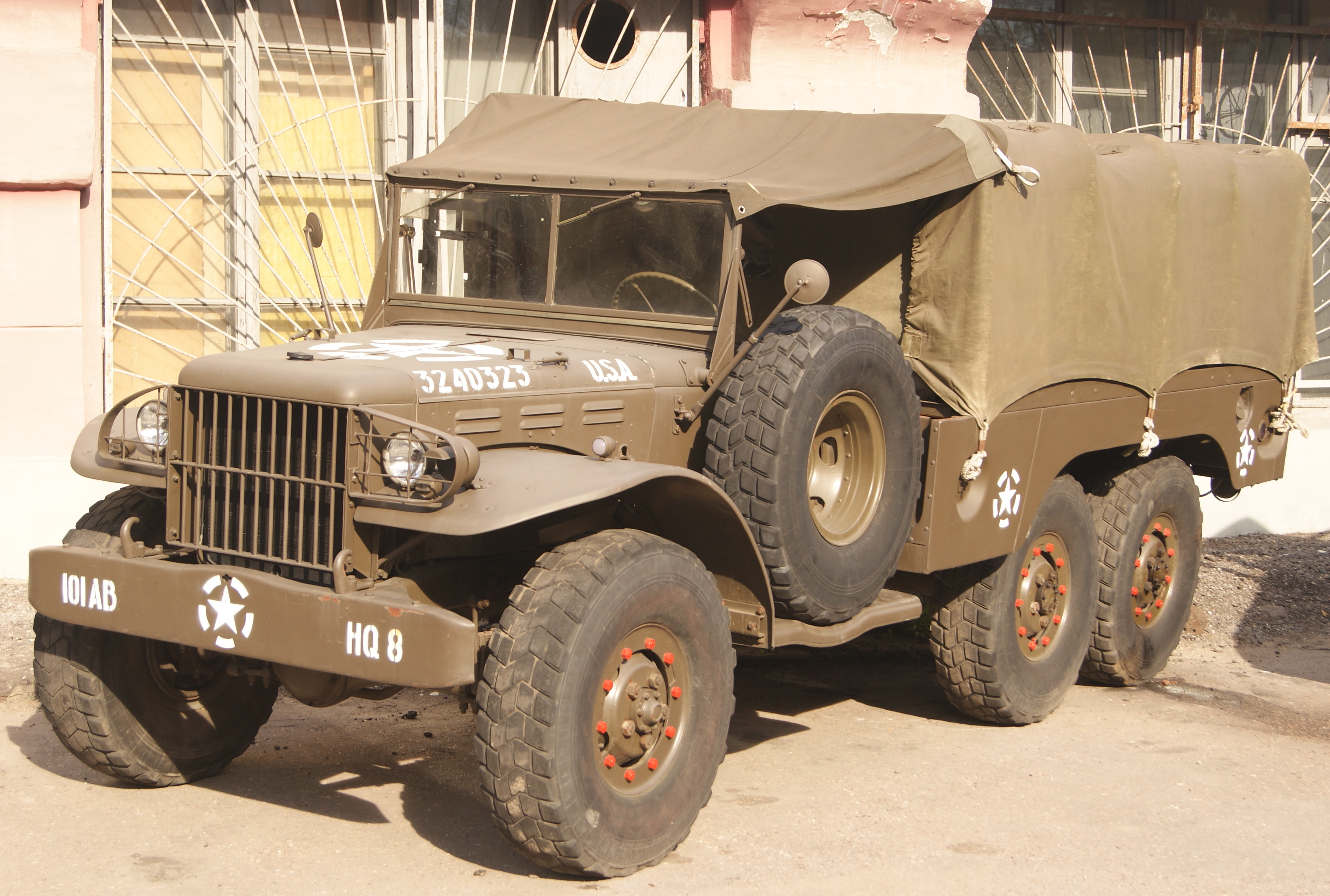
Samochód ciężarowy WC-63 (1,5-tonowy)